# 蘆野資泰 (大和守)
蘆野 資泰（あしの すけやす）は、戦国時代から安土桃山時代にかけての武将。蘆野氏15代当主。

## 生涯

### 那須と佐竹の間で
蘆野氏は下野国の那須氏庶流で那須七騎の一つ。蘆野氏14代当主・蘆野資豊の長男として誕生。
天文21年（1552年）、当時同盟していた佐竹義昭の要請で白河結城氏の所領である陸奥国白河に侵攻。城を攻撃して、敵の首級をいくらか挙げ、周辺の家に放火して撤退。この功によって義昭より陸奥国白河郡内の石井・川上に二所を与えられた。また、義昭の元より領国へと戻る途中で伊王野某が伏兵を配して資泰を待ち構えていたが、これを見破り散々に打ち破った。
資泰の妹は那須資胤の正室となっていたが、一方で佐竹義昭から恩賞として所領を得るなど、蘆野氏はこの時点ではかなりの独立性を持った勢力であった。

### 那須家臣に
永禄4年（1560年）の白河結城氏・蘆名氏の侵攻を陸奥国小田倉で迎え撃った小田倉の戦いでは、那須資胤を援けて諸軍を指揮して守りに徹し、やがて大関高増や千本資俊らが援軍に来ると反撃に転じて白河結城・蘆名の連合軍を退けた。
同年に大関高増が那須氏を裏切って上那須衆を扇動して佐竹義重に内通した時は高増の調略に応じて資胤を見限り佐竹氏に付いた。しかし、治部内山、大崖山、霧ヶ沢で佐竹・上那須連合は相次いで資胤に敗北し、永禄11年（1568年）9月には上那須衆は資胤と和睦し、佐竹氏と手切れして那須氏の臣下に下った。

### 晩年
天正13年（1585年）3月、子・盛泰や主君・那須資晴と共に薄葉ヶ原の戦いにて塩谷義綱・宇都宮国綱連合軍と対峙。この戦いで盛泰に先陣を任せ、蘆野勢は大いに奮戦し戦局を優位に進めたが、やがて劣勢となった塩谷家臣の山田辰業率いる決死隊が資晴を狙って突撃してくると、資泰は一時危機に立たされたが蘆野家臣の神田次郎が山田を組み敷き、その首を挙げて事無きを得た。
この暫く後に家督を盛泰に譲ったようで、天正18年（1590年）の小田原征伐において盛泰が豊臣秀吉の元に参じた時に資泰は同行していなかった。隠居後は以休斎と号する。
文禄3年（1594年）12月3日、死去。享年66。